# Verheffing (adel)

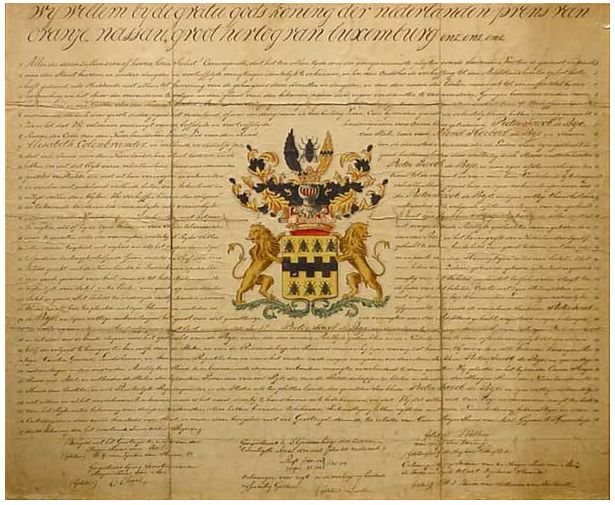
Een wapenbrief of adelsdiploma

Volgens de Nederlandse Wet op de Adeldom van 1 augustus 1994 kan verheffing van een Nederlands burger in de adelstand slechts plaatsvinden "bij Koninklijk Besluit" en kan de verheffing "uitsluitend plaatsvinden ten aanzien van leden van het Koninklijk Huis en van voormalige leden daarvan binnen drie maanden na verlies van het lidmaatschap van het koninklijk huis".
De verlening van de titels "prins of prinses der Nederlanden" en "prins of prinses van Oranje-Nassau" wordt bij of krachtens de Wet lidmaatschap Koninklijk Huis bepaald.
In het verleden was er een ruimere regeling. Tot 1939 werden verdienstelijke Nederlanders, voor zover behorende tot patricische families, in de Nederlandse adelstand verheven. In 1953 besloot de ministerraad dat er geen nieuwe verheffingen, buiten het Koninklijk Huis, zouden plaatsvinden. De wet van 1994 bekrachtigde deze praktijk.
Indien een Nederlander in aanmerking komt voor verheffing, betekent dat niet dat diegene in de adelstand wordt verheven. Staatsrechtelijk is de adelstand als bevoorrechte stand zelf in 1848 bij de Grondwetsherziening afgeschaft. Mensen met een adellijke titel bleven echter wel bestaan. Bij een verheffing is er dus geen sprake van een toetreding tot een adelstand, maar “slechts” tot de adel. In de praktijk wordt het woord adelstand echter nog regelmatig gebruikt.